# یواس‌اس سان‌فلاور (۱۸۶۳)
یواس‌اس سان‌فلاور (۱۸۶۳) (به انگلیسی: USS Sunflower (1863)) یک کشتی بود که طول آن ۱۰۴ فوت ۵ اینچ (۳۱٫۸۳ متر) بود.